# 2020-as labdarúgó-Európa-bajnokság (selejtező – A csoport)
A 2020-as labdarúgó-Európa-bajnokság selejtezőjének A csoportjának mérkőzéseit tartalmazó lapja.
A csoportban öt válogatott, Anglia, Csehország, Bulgária, Montenegró és Koszovó szerepelt. Az első két helyezett, Anglia és Csehország kijutott az Európa-bajnokságra. Bulgária és Koszovó a Nemzetek Ligájában elért eredménye alapján pótselejtezőre került.

## Tabella
| Hely. | Csapat     | M | Gy | D | V | G+ | G– | Gk  | P  | Továbbjutás                                     |  | ENG | CZE | KVX | BUL | MNE |
| ----- | ---------- | - | -- | - | - | -- | -- | --- | -- | ----------------------------------------------- |  | --- | --- | --- | --- | --- |
| 1.    | Anglia     | 8 | 7  | 0 | 1 | 37 | 6  | +31 | 21 | Kijutott a 2020-as labdarúgó-Európa-bajnokságra |  | —   | 5–0 | 5–3 | 4–0 | 7–0 |
| 2.    | Csehország | 8 | 5  | 0 | 3 | 13 | 11 | +2  | 15 | Kijutott a 2020-as labdarúgó-Európa-bajnokságra |  | 2–1 | —   | 2–1 | 2–1 | 3–0 |
| 3.    | Koszovó    | 8 | 3  | 2 | 3 | 13 | 16 | −3  | 11 | Pótselejtezőre került                           |  | 0–4 | 2–1 | —   | 1–1 | 2–0 |
| 4.    | Bulgária   | 8 | 1  | 3 | 4 | 6  | 17 | −11 | 6  | Pótselejtezőre került                           |  | 0–6 | 1–0 | 2–3 | —   | 1–1 |
| 5.    | Montenegró | 8 | 0  | 3 | 5 | 3  | 22 | −19 | 3  |                                                 |  | 1–5 | 0–3 | 1–1 | 0–0 | —   |

## Mérkőzések
A csoportok sorsolását 2018. december 2-án tartották Dublinban. A menetrendet az UEFA még ugyanazon a napon közzétette. Az időpontok közép-európai idő szerint, zárójelben helyi idő szerint értendők.
| 2019. március 22. 20:45 (21:45 UTC+2) |

| Bulgária               | 1–1               | Montenegró |
| ---------------------- | ----------------- | ---------- |
| Nedelev 82' (11-esből) | (0–0) Jegyzőkönyv | Mugoša 50' |

| Vaszil Levszkij Nemzeti Stadion, Szófia Játékvezető: Ruddy Buquet (francia) |

| 2019. március 22. 20:45 (19:45 UTC±0) |

| Anglia                                                       | 5–0               | Csehország |
| ------------------------------------------------------------ | ----------------- | ---------- |
| Sterling 24' 62' 68' Kane 45+2' (11-esből) Kalas 84' (öngól) | (2–0) Jegyzőkönyv |            |

| Wembley Stadion, London Játékvezető: Artur Soares Dias (portugál) |

| 2019. március 25. 20:45 |

| Koszovó    | 1–1               | Bulgária     |
| ---------- | ----------------- | ------------ |
| Zeneli 61' | (0–1) Jegyzőkönyv | Bozhikov 39' |

| Fadil Vokrri Stadium, Pristina Játékvezető: Gediminas Mažeika (litván) |

| 2019. március 25. 20:45 |

| Montenegró  | 1–5               | Anglia                                          |
| ----------- | ----------------- | ----------------------------------------------- |
| Vešović 18' | (1–2) Jegyzőkönyv | Keane 30' Barkley 39' 59' Kane 71' Sterling 81' |

| City Stadium, Podgorica Játékvezető: Alekszej Kulbakov (fehérorosz) |

| 2019. június 7. 20:45 |

| Csehország     | 2–1               | Bulgária |
| -------------- | ----------------- | -------- |
| Schick 20' 50' | (1–1) Jegyzőkönyv | Isa 3'   |

| Stadion Letná, Prága Játékvezető: Bognár Tamás (magyar) |

| 2019. június 7. 20:45 |

| Montenegró | 1–1               | Koszovó     |
| ---------- | ----------------- | ----------- |
| Mugoša 69' | (0–1) Jegyzőkönyv | Rashica 24' |

| City Stadium, Podgorica Játékvezető: Daniele Orsato (olasz) |

| 2019. június 10. 20:45 (21:45 UTC+3) |

| Bulgária                  | 2–3               | Koszovó                              |
| ------------------------- | ----------------- | ------------------------------------ |
| I. Popov 43' Dimitrov 55' | (1–1) Jegyzőkönyv | Rashica 14' Muriqi 64' Rashani 90+3' |

| Vasil Levski National Stadium, Szófia Játékvezető: Mads-Kristoffer Kristoffersen (dán) |

| 2019. június 10. 20:45 |

| Csehország                                             | 3–0               | Montenegró |
| ------------------------------------------------------ | ----------------- | ---------- |
| Jankto 18' Kopitović 49' (öngól) Schick 82' (11-esből) | (1–0) Jegyzőkönyv |            |

| Andrův stadion, Olomouc Játékvezető: Vladislav Bezborodov (orosz) |

| 2019. szeptember 7. 15:00 |

| Koszovó                | 2–1               | Csehország |
| ---------------------- | ----------------- | ---------- |
| Muriqi 20' Vojvoda 67' | (1–1) Jegyzőkönyv | Schick 16' |

| Fadil Vokrri Stadium, Pristina Játékvezető: Danny Makkelie (holland) |

| 2019. szeptember 7. 18:00 (17:00 UTC+1) |

| Anglia                                              | 4–0               | Bulgária |
| --------------------------------------------------- | ----------------- | -------- |
| Kane 24' 50' (11-esből) 73' (11-esből) Sterling 55' | (1–0) Jegyzőkönyv |          |

| Wembley Stadion, London Játékvezető: Marco Guida (olasz) |

| 2019. szeptember 10. 20:45 (19:45 UTC+1) |

| Anglia                                                    | 5–3               | Koszovó                                 |
| --------------------------------------------------------- | ----------------- | --------------------------------------- |
| Sterling 8' Kane 19' Vojvoda 38' (öngól) Sancho 44' 45+1' | (5–1) Jegyzőkönyv | V. Berisha 1' 49' Muriqi 55' (11-esből) |

| St. Mary Stadion, Southampton Játékvezető: Felix Zwayer (német) |

| 2019. szeptember 10. 20:45 |

| Montenegró | 0–3               | Csehország                                      |
| ---------- | ----------------- | ----------------------------------------------- |
|            | (0–0) Jegyzőkönyv | Souček 54' Masopust 58' Darida 90+4' (11-esből) |

| City Stadium, Podgorica Játékvezető: Ali Palabıyık (török) |

| 2019. október 11. 20:45 |

| Csehország             | 2–1               | Anglia             |
| ---------------------- | ----------------- | ------------------ |
| Brabec 9' Ondrášek 85' | (1–1) Jegyzőkönyv | Kane 5' (11-esből) |

| Sinobo Stadium, Prága Játékvezető: Damir Skomina (szlovén) |

| 2019. október 11. 20:45 |

| Montenegró | 0–0         | Bulgária |
| ---------- | ----------- | -------- |
|            | Jegyzőkönyv |          |

| City Stadium, Podgorica Játékvezető: Andreas Ekberg (svéd) |

| 2019. október 14. 20:45 (21:45 UTC+3) |

| Bulgária | 0–6               | Anglia                                                  |
| -------- | ----------------- | ------------------------------------------------------- |
|          | (0–4) Jegyzőkönyv | Rashford 7' Barkley 20' 32' Sterling 45+3' 69' Kane 85' |

| Vasil Levski National Stadium, Sofia Játékvezető: Ivan Bebek (horvát) |

| 2019. október 14. 20:45 |

| Koszovó                 | 2–0               | Montenegró |
| ----------------------- | ----------------- | ---------- |
| Rrahmani 10' Muriqi 35' | (2–0) Jegyzőkönyv |            |

| Fadil Vokrri Stadium, Pristina Játékvezető: Artur Soares Dias (portugál) |

| 2019. november 14. 20:45 |

| Csehország            | 2–1               | Koszovó   |
| --------------------- | ----------------- | --------- |
| Král 71' Čelůstka 79' | (0–0) Jegyzőkönyv | Nuhiu 50' |

| Štruncovy sady Stadion, Plzeň Játékvezető: Gianluca Rocchi (olasz) |

| 2019. november 14. 20:45 (19:45 UTC±0) |

| Anglia                                                                                | 7–0               | Montenegró |
| ------------------------------------------------------------------------------------- | ----------------- | ---------- |
| Oxlade-Chamberlain 11' Kane 18' 24' 37' Rashford 30' Šofranac 66' (öngól) Abraham 84' | (5–0) Jegyzőkönyv |            |

| Wembley Stadion, London Játékvezető: Antonio Mateu Lahoz (spanyol) |

| 2019. november 17. 18:00 (19:00 UTC+2) |

| Bulgária     | 1–0               | Csehország |
| ------------ | ----------------- | ---------- |
| Bozhikov 56' | (0–0) Jegyzőkönyv |            |

| Vasil Levski National Stadium, Szófia Játékvezető: Szergej Karaszjov (orosz) |

| 2019. november 17. 18:00 |

| Koszovó | 0–4               | Anglia                                      |
| ------- | ----------------- | ------------------------------------------- |
|         | (0–1) Jegyzőkönyv | Winks 32' Kane 79' Rashford 83' Mount 90+1' |

| Fadil Vokrri Stadium, Pristina Játékvezető: Paweł Gil (lengyel) |